# Ignacio (Colorado)
Pour les articles homonymes, voir Ignacio.
Ignacio est une ville américaine située dans le comté de La Plata dans le Colorado.

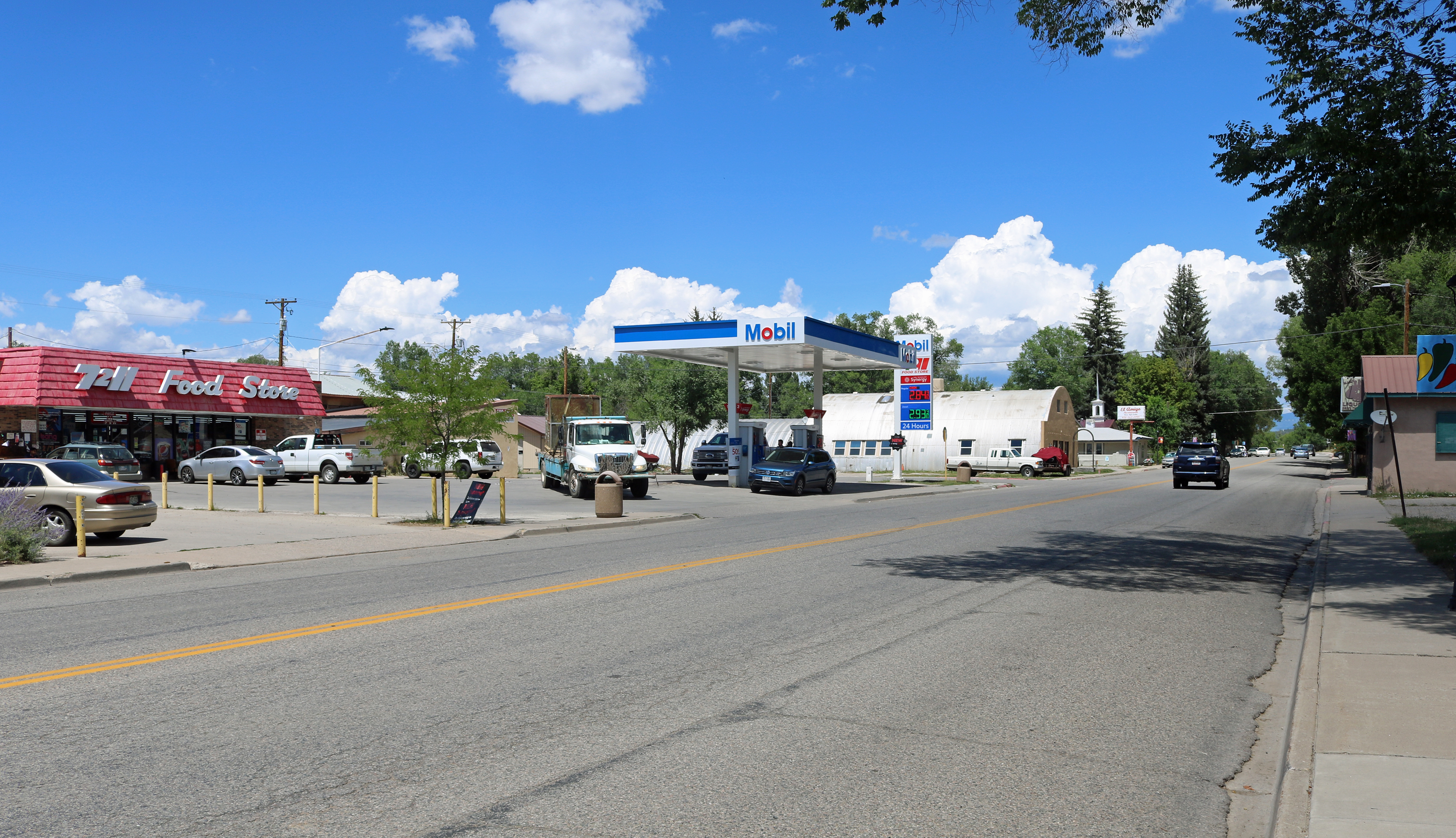
En regardant vers le nord le long de l'avenue Goddard à Ignacio

Selon le recensement de 2010, Ignacio compte 697 habitants. La municipalité s'étend sur 0,42 milles carrés (1,09 km2).
La ville est nommée en l'honneur du Chef Ignacio (en) de la tribu des Utes.

## Démographie
| 1920 | 1930 | 1940 | 1950 | 1960 | 1970 |
| ---- | ---- | ---- | ---- | ---- | ---- |
| 290  | 464  | 555  | 526  | 609  | 613  |

| 1980 | 1990 | 2000 | 2010 | - | - |
| ---- | ---- | ---- | ---- | - | - |
| 667  | 720  | 669  | 697  | - | - |